# Diário de Lô
Diário de Lô é um romance de 1999 de Pia Pera, recontando o romance Lolita, de Vladimir Nabokov do ponto de vista de "Dolores Haze (Lolita)".
Retrata Dolores como uma sadista e uma controladora de todos ao seu redor; por exemplo, ela gosta de matar pequenos animais. Também diz que Dolores não morreu no parto, Humbert Humbert não matou Quilty, e que todos os três ainda estão vivos. Mais notavelmente, o romance tem a interpretação de Humbert como sendo pouco atraente ou repulsivo: ele até mesmo perde os dentes em um ponto da história.

## Recepção
A recepção foi de mista à negativa, com os críticos concordando que o livro não fez jus ao material de origem. Entertainment Weekly disse que "o livro arrasta para baixo a visão satiricamente negra de Nabokov, fixada na idade atômica de um Estados Unidos suburbano, com o nível de uma cínica comédia sexual adolescente dos anos 1990".
Kirkus Reviews constatou "uma mistura de inteligência e tédio em partes quase iguais".